# James Zabiela

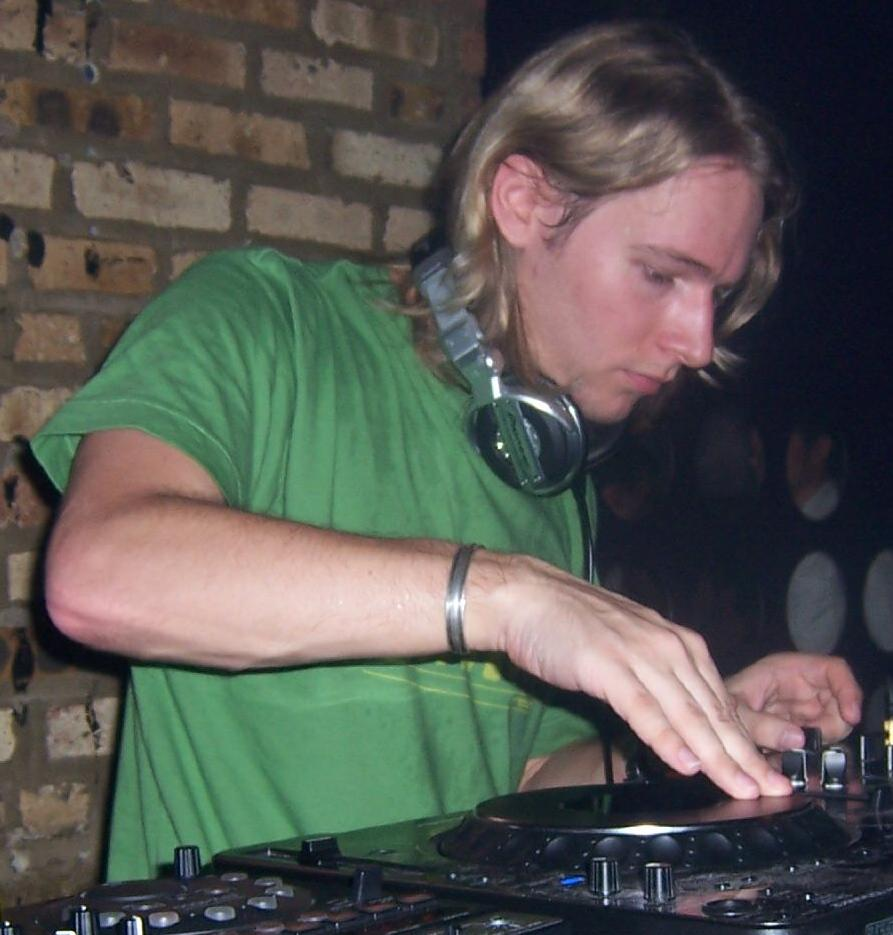
James Zabiela

James Zabiela (* 8. Juli 1979) ist ein englischer DJ aus Southampton, Vereinigtes Königreich. Sein bezeichnender Stil ist eine Mischung aus Breakbeats und House. Er ist bekannt durch seinen umfangreichen Gebrauch von Loops und Effekten.

## Leben
James Zabiela erlangte Berühmtheit, als er 2000 die Bedroom Bedlam Competition der Zeitung Muzik Magazine gewann, sowie im Jahr 2001 den Preis für den Best Bedlam DJ. Seitdem steht er bei Sasha’s Excession Agency unter Vertrag.
2007 kam Zabiela in der Wahl der Top 100 DJs von DJ Mag auf Platz 17.

## Diskografie
- 2005: Skanksuary
- 2005: Robophobia
- 2005: EyeAMComputer
- 2006: Weird Science
- 2007: Rover (mit Nic Fanciulli als One + One)
- 2007: No Pressure (mit Nic Fanciulli als One + One)
- 2007: Human
- 2008: No Other Way But Down
- 2008: Perseverance
- 2008: Phaser Fire
- 2008: Renaissance the Master Series Part 12
- 2009: Tylium
- 2010: Renaissance the Master Series Part 15 – Life
- 2010: Burnt Bridges